# Edward Ruscha
Edward Ruscha (pronunciado /ruːˈʃeɪ/), (Omaha, Nebraska, 16 de diciembre de 1937) es un artista estadounidense asociado con el movimiento Pop.  Su trabajo abarca desde la pintura a la fotografía, pasando por el grabado.

## Inicios
Ed Ruscha nació en una familia católica de tres hermanos, la mayor, Shelby, y su hermano menor, Paul. El padre de Edward fue auditor para la compañía de seguros Hartford. La madre de Ruscha fue un apoyo para los intereses y habilidades artísticas de su hijo desde el principio. Durante la adolescenciaa Ruscha le atraían los cómics. Aunque nació en Nebraska, Ruscha vivió 15 años en Oklahoma City antes de trasladarse a Los Ángeles donde estudió en el Instituto de Arte Chouinard (ahora conocido como Instituto de Arte de California) desde 1956 a 1960. Después de graduarse, Ruscha trabajó como diseñador para la agencia de publicidad Carson-Roberts en Los Ángeles. Estuvo casado con Danna Knego de 1967 a 1972.
En los primeros 60 era muy conocido por sus cuadros, collages, y fotografías, y por su relación con el grupo de la galería Ferus, que incluía artistas como Robert Irwin, Edward Moses, Ken Price, and Edward Kienholz. La primera exposición individual de Ruscha en la galería Leo Castelli de New York se inauguró en febrero de 1973. Enseñó en UCLA como profesor invitado en 1969 y trabajó como diseñador para la revista Artforum bajo el seudónimo de “Eddie Russia” de 1965 a 1969. 
Tuvo dos hijos, Edward "Eddie" Ruscha y Sonny Bjornson Ruscha.
En 2006, Ruscha fue nombrado administrador del Museo de Arte Contemporáneo MoCA en Los Ángeles junto con Susan Gersh y David Johnson. Participó en ocho exposiciones del museo, y treinta y tres de sus obras fueron incluidas en la colección permanente.

## Nacimiento del "Pop Art"
En 1962 el trabajo de Ruscha fue incluido, junto con Roy Lichtenstein, Andy Warhol, Robert Dowd, Phillip Hefferton, Joe Goode, Jim Dine, y Wayne Thiebaud, en la histórica exposición "New Painting of Common Objects", comisariada por Walter Hopps en el Museo de Arte de Pasadena. Esta exposición es considerada como una de las primeras exposiciones "Pop Art" en América.

## Obra
Obtuvo reconocimiento por sus pinturas que incorporaban palabras y frases y por sus libros de artista de fotografías, en los se ponía de manifiesto la influencia del inexpresivo Arte Pop .

### Formación e influencias
Entre las influencias de Ruscha podemos destacar los trabajos de Jasper Johns, Arthur Dove, Alvin Lustig y de Marcel Duchamp. Las obras de estos artistas fueron una fuente de inspiración para Ruscha y le movieron en su cambio de interés desde el diseño gráfico hacia la pintura. En un viaje por Europa en 1961 Ruscha descubrió más trabajos de Johns, Robert Rauschenberg, R. A. Bertelli y Sir John Everett Millais(Ophelia ). Algunos críticos se apresuraron a ver la influencia de la obra "Gas" de Edward Hopper en el óleo de Ruscha de 1963: "Standard Station, Amarillo, Texas." En cualquier caso "el arte tiene que ser algo que te produce un chirrido en tu cabeza", decía Ruscha.

### California
Aunque Ruscha niega en sus entrevistas la contribución de los paisajes de Los Ángeles y el sur de California al estilo y los temas de la mayoría de sus cuadros, dibujos y libros, un ejemplo de esto lo constituye Every Building on the Sunset Strip, un libro de fotografías ininterrumpidas de 2 millas y media de las 22 millas de ese bulevar. Además, pinturas como Standard Station, Large Trademark, y Hollywood ejemplifican la afinidad de Ruscha con el lenguaje visual del sur de California.
Ruscha terminó Large Trademark with Eight Spotlights en 1961, un día después de graduarse. Entre sus primeras obras (Su, Sweetwater, Vicksburg) esta es la más conocida y ejemplifica el interés de Ruscha en la cultura popular, los letreros y los anuncios que continuarán nutriendo su trabajo a lo largo de su carrera. Large Trademark fue seguido por Standard Station y Wonder Bread.
En 1966, Ruscha reproduce Standard Station en una impresión sobre seda utilizando la técnica del aerógrafo introduciendo una gradación del tono en el fondo de la impresión.

### Pinturas con palabras
Desde 1964, Ruscha ha estado experimentando con pinturas y dibujos con palabras y frases, a menudo frases extrañamente cómicas o irónicas.
Cuando se le ha preguntado de dónde sacaba esta inspiración para sus obras, Ruscha responde "Bueno, simplemente se me ocurren, a veces la gente dice algo y yo lo escribo y más tarde lo pinto. Otras veces uso un diccionario." De 1966 a 1969, Ruscha pintó sus cuadros de "palabras líquidas".

### Odd mediums
In his drawings, prints, and paintings throughout the 1970s, Ruscha experimented with a range of materials including gunpowder, blood, fruit and vegetable juices, axle grease, and grass stains. Stains, an editioned portfolio of 75 stained sheets of paper produced and published by Ruscha in 1969, bears the traces of a variety of materials and fluids. Ruscha has also produced his word paintings with food products on moiré and silks.

### Motivos en luz
En los 80, empiezan a aparecer motivos más delicados, nuevamente en una serie de dibujos, algunos de los cuales incorporaban pigmentos vegetales secos: una misteriosa mancha de luz proyectada por una ventana invisible que sirve de fondo para frases como "WONDER SICKNESS" y "99% DEVIL, 1% ANGEL". En la década de 1990, Ruscha estaba creando pinturas de luz más grandes proyectadas en habitaciones vacías, algunas con títulos irónicos como "Una exposición de motores de gasolina" (1993).
En 2006, el Jeu de Paume de París acogió una importante retrospectiva de sus fotografías.
-->

### Libros
Ruscha publicó los siguientes libros de fotografía:
- Twentysix Gasoline Stations, 1962
- Various Small Fires, 1964
- Some Los Angeles Apartments, 1965
- Every Building on the Sunset Strip, 1966
- Thirtyfour Parking Lots, 1967
- Royal Road Test, 1967
- Business Cards, 1968
- Nine Swimming Pools and a Broken Glass, 1968
- Crackers, 1969
- Real Estate Opportunities, 1970
- Babycakes, 1970
- A Few Palm Trees, 1971
- Records, 1971
- Dutch Details, 1971